# Коглиано, Эндрю
Эндрю Коглиано (англ. Andrew Cogliano; 14 июня 1987, Торонто, Онтарио, Канада) — бывший профессиональный канадский хоккеист, крайний нападающий. Двукратный победитель молодёжного чемпионата мира (2006, 2007) в составе сборной Канады. Обладатель Кубка Стэнли 2022 года.

## Биография
Эндрю Коглиано вырос в Вудбридже, Онтарио. В хоккей начал играть за команду города Вон из Младшей хоккейной ассоциации Онтарио (англ. Ontario Minor Hockey Association).
В 2003 году был выбран на драфте командой ОХЛ «Торонто Сент-Майклз Мэйджорс» под общим 54-м номером. После чего провёл два сезона за команду «Сент-Майклз Баззерс» из Юниорской хоккейной лиги Онтарио (англ. Ontario Junior Hockey League). С 2005 по 2007 годы выступал в NCAA за хоккейную команду Мичиганского университета.
На драфте НХЛ 2005 года был выбран в первом раунде под общим 25-м номером клубом «Эдмонтон Ойлерз». В составе «Ойлерз» дебютировал 4 октября 2007 года в матче против «Сан-Хосе Шаркс», в котором отметился результативной передачей. Свой первый гол в НХЛ забил 8 октября того же года в ворота «Детройт Ред Уингз», которые защищал Доминик Гашек.
7, 9 и 11 марта 2008 года в трёх матчах подряд забивал голы в овертайме, что ранее не удавалось ни одному игроку в НХЛ.
12 июля 2011 года был обменян в «Анахайм Дакс» на право выбора во втором раунде драфта 2013 года.
Во время локаута в НХЛ в сезоне 2012/13 выступал в чемпионате Австрии за клуб «Клагенфурт», в составе которого стал чемпионом страны.
4 ноября 2017 года Эндрю Коглиано стал 4-м игроком в истории НХЛ, проведшим 800 матчей подряд в регулярных чемпионатах.
12 января 2018 продлил контракт с «Анахаймом» на 3 года с заработной платой $ 3,25 млн в год.
13 января 2018 в матче против «Лос-Анджелес Кингз» Коглиано грубо атаковал нападающего Адриана Кемпе за что был дисквалифицирован лигой на 2 матча. Таким образом прервалась «железная серия» игрока на отметке 830 матчей подряд, которую он начал в день своего дебюта в НХЛ, 4 октября 2007 года, в составе «Эдмонтон Ойлерз».
14 января 2019 года был обменян в «Даллас Старз» на Девина Шора. 26 февраля 2019 года в матче против «Вегас Голден Найтс» получил травму верхней части тела и пропустил несколько следующих матчей. Это стало первым случаем в нхловской карьере игрока, когда он был вынужден пропустить матчи из-за травмы.
13 февраля 2020 года провёл свой 1000-й матч в регулярных чемпионатах НХЛ.
28 июля 2021 года подписал однолетний контракт с «Сан-Хосе Шаркс» на 1 млн долларов. В сезоне 2021/22 провёл за «Шаркс» 56 матчей и набрал 15 очков (4+11).
21 марта 2022 года был обменян в «Колорадо Эвеланш». Дебютировал в новом клубе 23 марта. По ходу сезона 2022/23 преодолел отметку 1200 матчей в НХЛ.
Летом 2024 года по истечении контракта с "Эвеланш" завершил карьеру игрока.

## Статистика
| Легенда | Легенда                    | Легенда | Легенда                   | Легенда | Легенда    |
| ------- | -------------------------- | ------- | ------------------------- | ------- | ---------- |
| И       | Количество проведённых игр | Штр     | Штрафное время            | +/−     | Плюс-минус |
| Г       | Голы                       | П       | Голевые передачи          | О       | Очки       |
| -       | Статистика неизвестна      | —       | Статистика не учитывалась |         |            |